# 打羊山山脉
打羊山山脉是云南省石林彝族自治县的一座山脉，是老圭山山脉的支系，主峰是糯依村北的打羊山，海拔2,184米。山脉属岩溶地貌，有较多落水洞，地表水不易保存，地下水位低，人畜饮水和生活用水缺乏。山脉的牧场广阔，森林茂密，有铁、钴、磷等矿产分布。